# 실비아 림
실비아 림(林瑞莲, 린뤼옌, 실비아 림 스위 리안, Sylvia Lim Swee Lian, 1965년 3월 28일 ~ )은 싱가포르의 정치인, 변호사, 전직 경찰관이자 테마섹 폴리테크닉 법률가이다. 야당인 노동당 (싱가포르)(WP) 의원으로, 2006년부터 2011년까지 싱가포르 제11대 의회에서 비선거 의원으로 활동했다. 2011년부터 2020년까지 알주니드 GRC의 세랑군 부문을 대표했으며, 2020년부터 알주니드 GRC의 파야 레바 부문을 대표하는 국회의원(MP)을 역임했다. 임씨는 2003년부터 노동당 의장을 맡고 있다.
실비아림은 정계에 입문하기 전 싱가포르 경찰에서 복무했으며 테마섹 폴리테크닉(Temasek Polytechnic)에서 법률 강사로 일했다. 2011년 총선 일주일 후, 그녀는 알주니드 GRC의 노동당 팀의 일원으로 선출된 후 작업량 증가가 예상되어 12년 동안 근무한 후 테마섹 폴리테크닉에서 사임하겠다고 발표했다. 같은 해 임 변호사는 법률계에도 재진입했다. 현재 피터 로 챔버스(Peter Low Chambers LLC)의 변호사로 재직하고 있다.